# Friedrich Kautz (Politiker)
Friedrich Kautz (* um 1802 in Saarbrücken; † 1879 in Bad Kreuznach) war ein deutscher Jurist und Politiker.

## Leben
Als Sohn eines Tierarztes geboren, studierte Kautz nach dem Besuch des Gymnasiums in Saarbrücken Rechtswissenschaften in Heidelberg und Bonn. Während seines Studiums wurde er 1820 Mitglied der Burschenschaft Germania Bonn. Nach seinem Studium arbeitete er als Friedensrichter in Rhaunen, Kirn, Saarlouis und Kreuznach. Zusammen mit Heinrich Joseph Kampers setzte er sich in der Demagogenzeit für verfolgte Burschenschafter ein. Er wurde Justizrat. 1848 war er einer der 18 Wahlmänner für die Frankfurter Nationalversammlung. 1851 war er an der Gründung der Literarisch-Musikalischen Gesellschaft in Kreuznach beteiligt. Von 1852 bis 1855 und von 1859 bis 1862 war er Abgeordneter der Zweiten Kammer des Preußischen Abgeordnetenhauses.